# Benther Berg

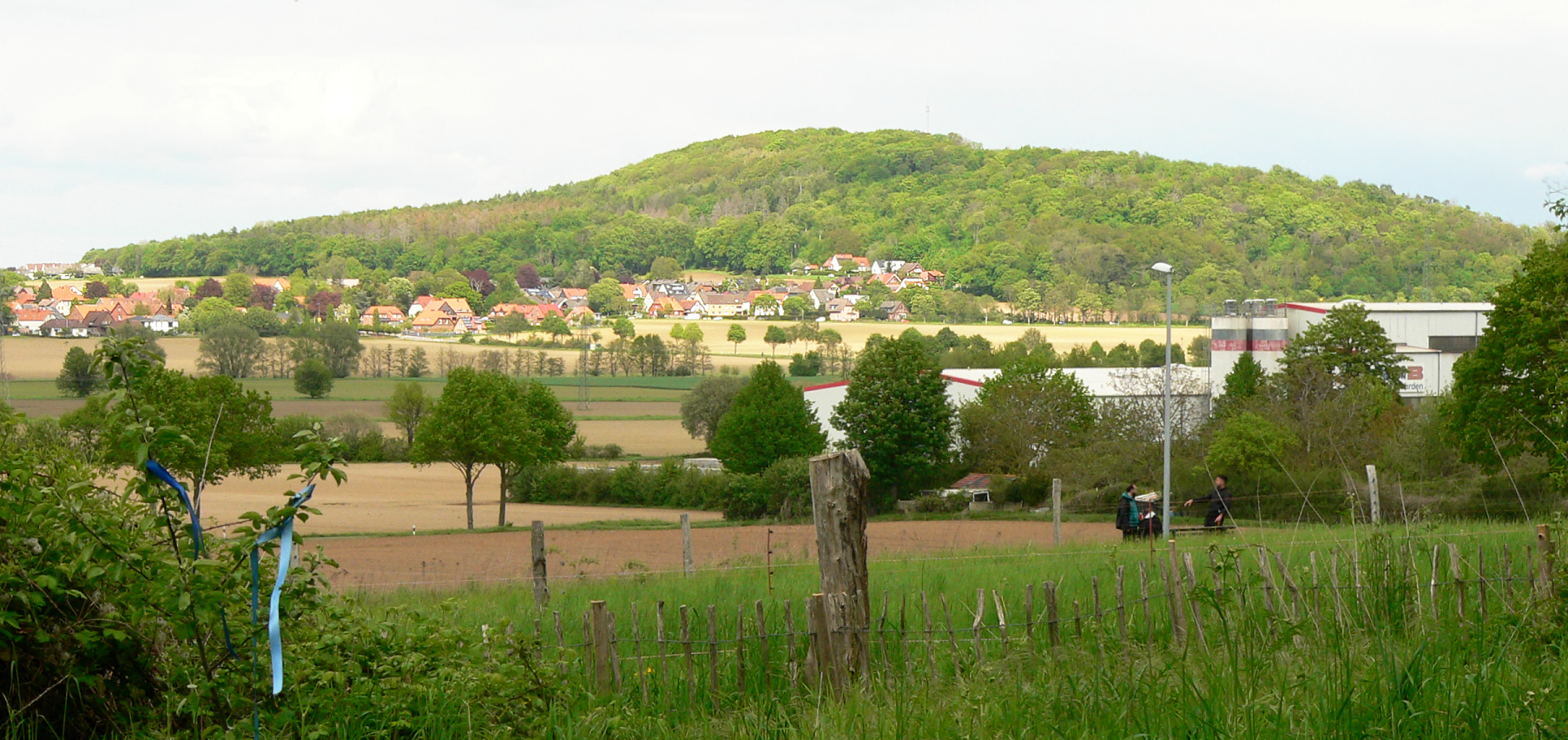
Benther Berg mit Everloh, vom Gehrdener Berg gesehen

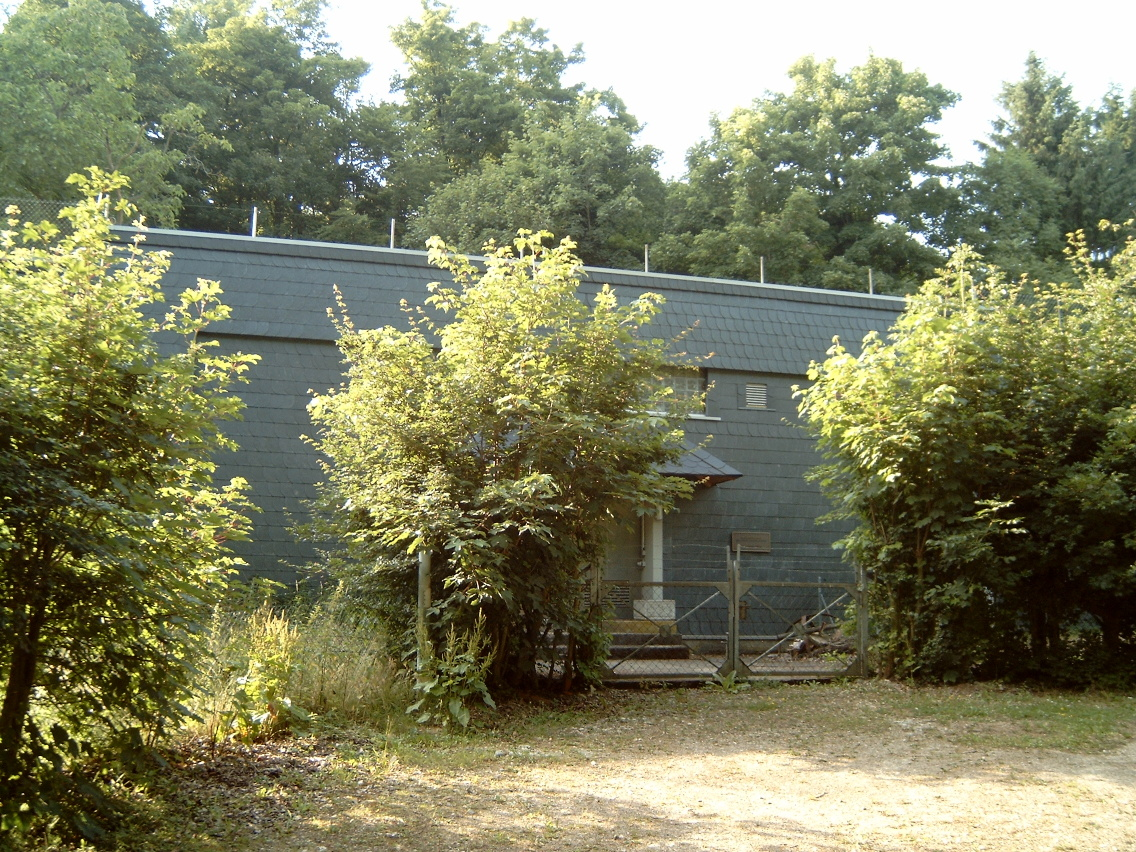
Hochbehälter der Harzwasserwerke auf dem Berg

Der Benther Berg ist ein bis 173,3 m ü. NN hoher Höhenzug des Calenberger Lands bei Benthe in der Region Hannover in Niedersachsen (Deutschland).

## Geographische Lage
Der Benther Berg, der etwa 3,5 km lang und 500 m breit ist, liegt westsüdwestlich der Stadt Hannover und grenzt unmittelbar an deren Stadtgrenze an.
Er liegt zwischen diesen Ortschaften: Lenthe (Stadt Gehrden) im Norden, jeweils etwas abseits im Nordnordosten Velber (Stadt Seelze) und die Hannoverschen Stadtteile Badenstedt und Davenstedt im Nordosten. Direkt am Berghang befindet sich Benthe, das zur Stadt Ronnenberg gehört, mit der südlich gelegenen Siedlung bei den Sieben-Trappen-Steinen. Jenseits bzw. östlich von Benthe erstreckt sich Empelde. Im Süden liegt am Hang des Benther Bergs Everloh mit dem Rittergut Erichshof und im Westen Northen (beide zur Stadt Gehrden). Südlich und östlich vorbei führt etwa in West-Ost-Richtung die Bundesstraße 65.

## Geologie und Geschichte
Der Benther Berg entstand als Folge der Aufwölbung (Salztektonik) in der Kreide und im Tertiär durch den Benther Salzstock (mit Salzen aus dem Zechstein im tieferen Untergrund), an dessen Nordwestflanke er sich befindet. Der Benther Berg besteht überwiegend aus mittlerem Buntsandstein (im Osten auch unterer Buntsandstein), der größtenteils nur in Lesesteinen zugänglich ist. Es finden sich aber im Westen am Fuß teilweise auch Lesesteine aus dem Muschelkalk, teilweise mit Fossilien. Nordöstlich Benthe ist ein großer Erdfall von 70 m Durchmesser und 15 m Tiefe, der durch Auslaugung des Salzstocks entstand.
Eine von der Stadt Ronnenberg als Untere Denkmalschutzbehörde im Jahr 2004 durchgeführte Ausgrabung ergab zahlreiche Spuren früherer Besiedlung und Metallverarbeitung. Funde von Werkzeugen und ‚Produktionsabfällen‘ belegen unter anderem die Anwesenheit einer Gruppe steinzeitlicher Jäger und Sammler während der Letzten Kaltzeit vor 13.000 Jahren. Am Nordost-Hang und auf dem Kamm des Benther Berges existiert zudem ein Feld aus 25 frühgeschichtlichen Hügelgräbern aus der Bronzezeit, daneben gibt es weitere Einzelgräber. Jüngere Funde und Strukturen lassen sich in die Eisenzeit – darunter drei Rennöfen als Anlagen zur Eisenverhüttung – und in die Römische Kaiserzeit datieren.
Namensgeber der Erhebung ist das südlich des Höhenzugs liegende Dorf Benthe.

## Beschreibung
Der Benther Berg ist nahezu vollständig von Laubmischwald bestanden. In einigen kleineren Bereichen gibt es Fichtenwald. Seine höchste Stelle, die sich etwa 100 m über die Umgebung erhebt, ist 173,3 m ü. NN und befindet sich am südlichen Ende.

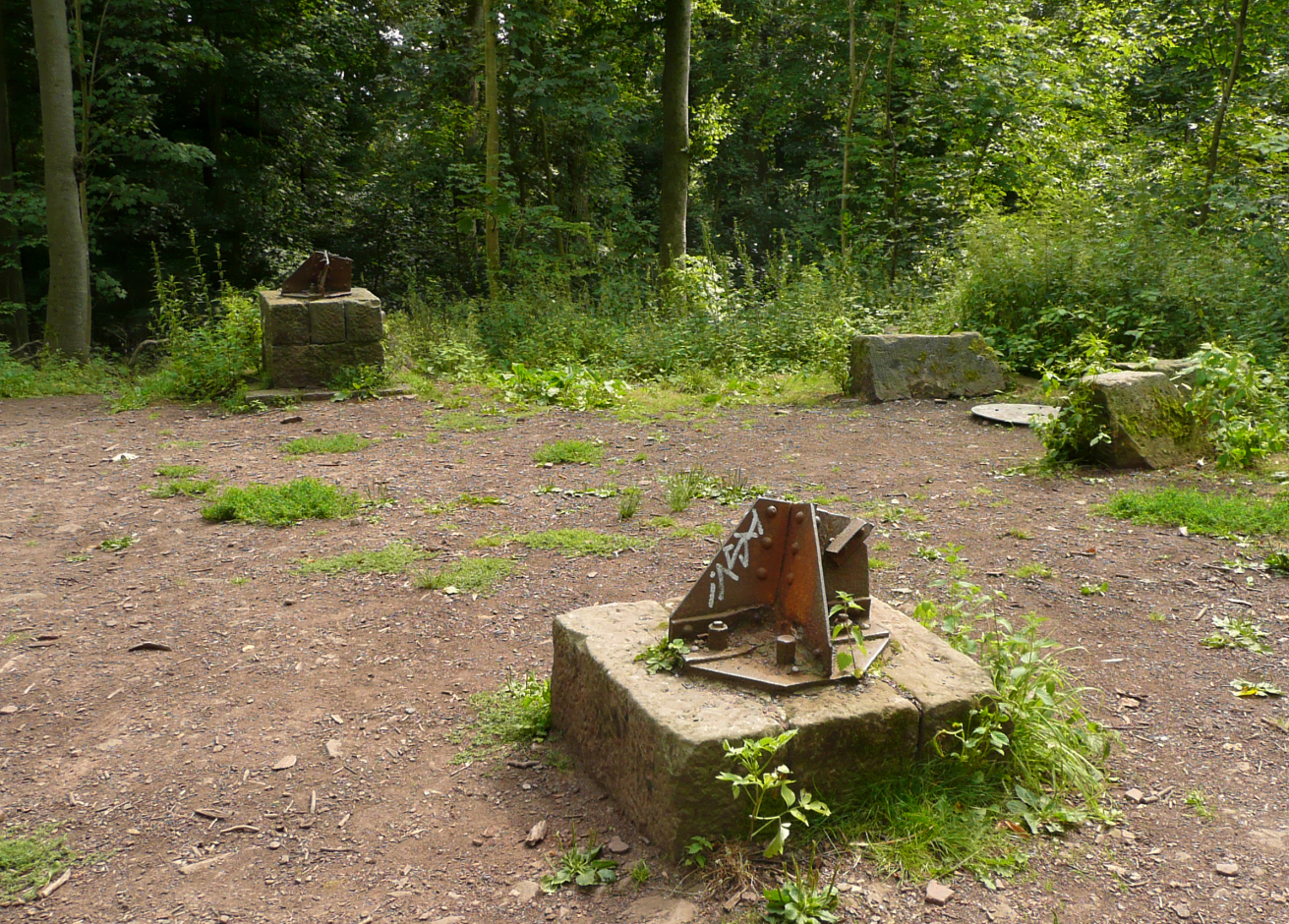
Fundamentreste des eisernen Marthaturms

Auf der historisch als Adolfshöhe bekannten Erhebung befinden sich die Fundamentreste eines Aussichtsturms. Dieser Turm war zu Beginn der 1880er Jahre zunächst als hölzerner Aussichtsturm von 21 Meter Höhe errichtet worden, war jedoch im Februar 1894 einem Orkan zum Opfer gefallen. Einen zweiten hölzernen Turm an selber Stelle, „Mathildenturm“ genannt, zerstörte im Mai 1902 ein Blitzschlag. Im August 1904 wurde ein neuer, 22 Meter hoher eiserner Aussichtsturm eingeweiht, der „Marthaturm“. Die Konstruktion war 9,6 Tonnen schwer und auf eine Kapazität von 50 Personen ausgelegt. Diesen Aussichtsturm mit einer 16 Quadratmeter umfassenden Plattform konnten Erwachsene gegen eine Gebühr von zehn Pfennig besteigen. Der Marthaturm wurde im November 1944 durch einen Luftangriff der Alliierten zerstört und im November 1970 gesprengt. Die wechselvolle Geschichte des Turms ist Gegenstand des regionalen Liedguts.
Unmittelbarer südsüdwestlich dieser Stelle befand sich das 1880 errichtete und ebenfalls bei dem Luftangriff von 1944 zerstörte Gasthaus „Bergquelle“. Neben diesem Gasthaus wurde 1934 ein Hochbehälter der Harzwasserwerke errichtet, der an einer Wasserleitung vom Harz nach Bremen liegt. Eine nördlich von Benthe befindliche Stelle des Benther Bergs liegt auf 126,6 m ü. NN.

## Naherholungsgebiet
Der Benther Berg ist ein bedeutendes Naherholungsgebiet für die Stadt Hannover. Besonders beliebt ist er bei Mountainbikern. Der Benther Berg wird von mehreren Singletrails durchzogen. Entlang seines Randes führt der Grüne Ring, ein Radweg, der Hannover umrundet.

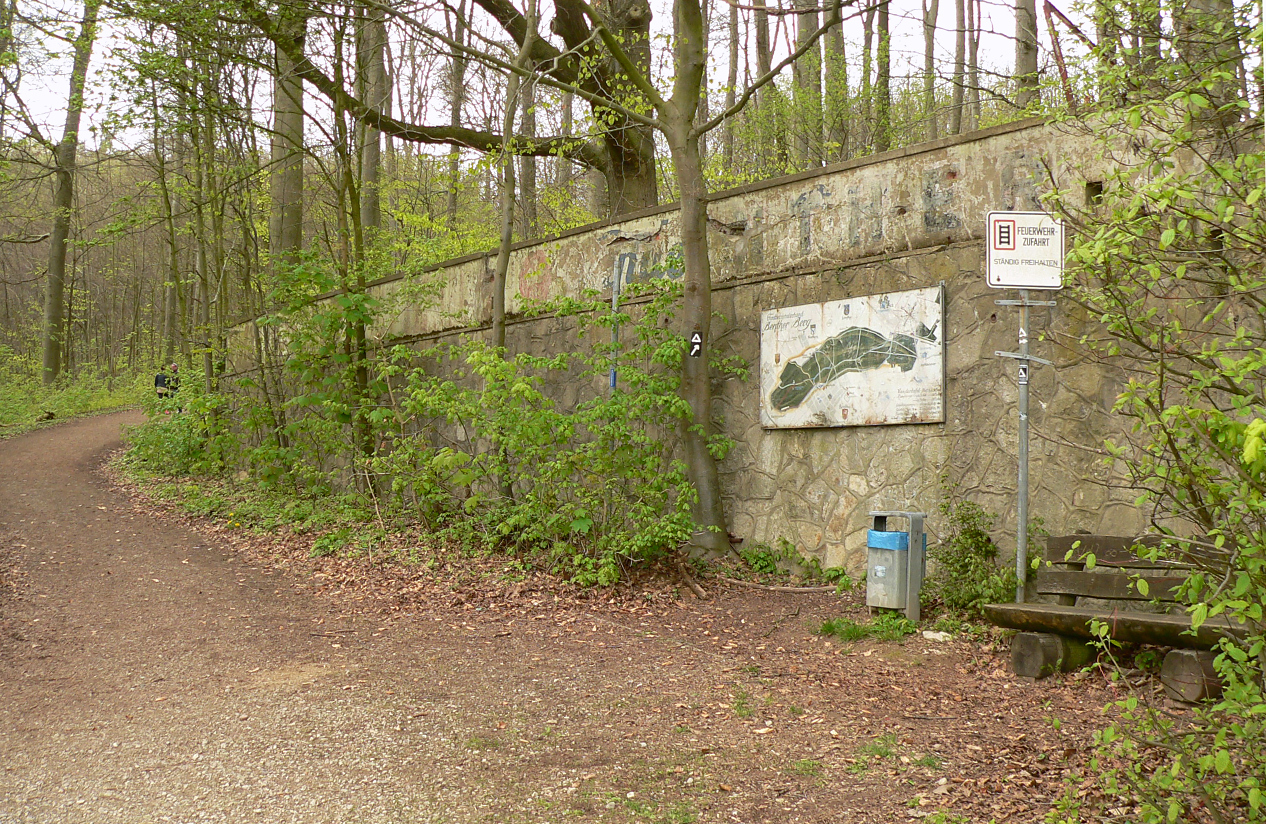
Ruinenreste des Lokals Benther Berg-Terrassen

Am Hang des Benther Bergs befand sich schon seit den 1860er Jahren ein Getränkestand mit Veranda. Angesichts eines wachsenden Aufkommens an Wanderern und Spaziergängern wurde dort 1879 das Ausflugslokal „Erichs Ruh“ eröffnet. Zu dieser Waldgaststätte führte von Benthe aus eine Steintreppe. Sie war ein beliebtes Ausflugsziel besonders für Bewohner des Westteils von Hannover. Es gab Gasträume für schlechtes Wetter und ab 1896 Elektrifizierung. Auf dem Höhepunkt gab es Platz für 700 Gäste im Saal und 1500 auf der Terrasse. Im Zweiten Weltkrieg war dort seit 1943 ein Lazarett untergebracht. Nach dem Krieg eröffnete das Lokal 1948 erneut und war bis 1974 unter dem Namen Benther Berg-Terrassen in Betrieb. 1975 brannte es aus, so dass heute nur noch Ruinen vorhanden sind.
Bedingt durch die Nachkriegsverhältnisse war am Benther Berg nach dem Ende des Zweiten Weltkriegs zunächst ein starker Holzeinschlag zu verzeichnen, auf den später eine planmäßige Aufforstung folgte. Der 320 Hektar umfassende Baumbestand des Benther Bergs, der sich überwiegend in privatem Eigentum befindet, unterliegt „intensiver“ forstwirtschaftlicher Nutzung, während den Bürgern das Sammeln von Holz für den privaten Bedarf seit 2004 in Zusammenhang mit einer Zertifizierung nach PEFC zum Zwecke naturnaher Bewirtschaftung verwehrt ist. Die Interessen der rund 90 Eigentümer werden von der „Waldbetriebsgemeinschaft Benther Berg“ wahrgenommen.
Am Fuße des Benther Bergs befinden sich mehrere Einkehrmöglichkeiten (Bergschänke, seit den 1890er Jahren; Hotel Benther Berg, seit 1899; Waldwinkel, seit ca. 1925).

Blick von Süden zum Benther Berg mit Rittergut Erichshof bei Everloh (links) und der zu Benthe gehörenden Siedlung bei den Sieben-Trappen-Steinen (rechts)